# Elvis Acuña
Elvis Eduardo Acuña Medina (* 4. Februar 1991 in Nacimiento) ist ein ehemaliger chilenischer Fußballspieler. Der Innenverteidiger spielte bei Vereinen in seinem Heimatland Chile und in Schweden.

## Karriere

### Verein
Elvis Acuña begann seine Karriere 2009 beim CD Huachipato in der höchsten chilenischen Spielklasse und spielte hauptsächlich für Vereine aus der südlichen Zone seines Geburtslandes in fast allen Spielklassen. Im Jahr 2012 wurde er an Deportes Valdivia in die Tercera A ausgeliehen und absolvierte zusammen mit drei Kollegen ein Probetraining bei den rumänischen Vereinen Concordia Chiajna und Dinamo Bukarest. Zurück in Chile gehörte er wieder zum Kader von Huachipato, der 2012 das Torneo Clausura gewann.
Nachdem Acuña seinen Vertrag mit Huachipato beendet hatte, wechselte er in der ersten Jahreshälfte 2013 wieder zu Deportes Valdivia. In der zweiten Jahreshälfte 2013 unterschrieb er für vier Spielzeiten bei Ñublense und wurde sofort wieder an Deportes Valdivia ausgeliehen. Die nächsten beiden Spielzeiten spielte er auf Leihbasis für Deportes Pintana. In der Saison 2016/17 spielte er für Ñublense, wurde jedoch im März 2017 aufgrund von Disziplinlosigkeit aus dem Kader ausgeschlossen.
Nachdem er seinen Vertrag mit Ñublense beendet hatte, wechselte er zum CD Malleco Unido. 2018 wechselte der Defensivakteur nach Schweden, wo er erst für Råslätts SK gemeinsam mit seinem früheren Mitspieler Julio Inaí bei Malleco auflief und 2019 dann zu Husqvarna FF ging, wo er auf Landsmann Juan Pablo Carrasco traf, den er aus Zeiten von Deportes Valdivia kannte. 2021 beendete Acuña seine Karriere.

### Nationalmannschaft
Elvis Acuña spielte in der U20-Nationalmannschaft Freundschaftsspiele in Vorbereitung auf die Südamerikameisterschaft, wurde danach aber nicht mehr berücksichtigt.

## Erfolge
Huachipato
- Chilenischer Meister: 2012-C